# Rete da circuizione
La rete da circuizione è uno strumento ed una tecnica di pesca indirizzata in genere a specie che vivono in banchi, sia piccoli come quelli di sardine o acciughe, sia più grandi come quelli di sgombri sia infine come quelli  di grande taglia come tonni.

## Tecnica di pesca
Il tipo più comune di rete da circuizione prende il nome di cianciolo o saccoleva ed è orientato alla cattura di piccoli pesci di banco (pesce azzurro). Di solito il banco, nelle ore notturne, viene attratto in un determinato tratto di mare da una o più piccole imbarcazioni dotate di potenti fonti luminose (lampara). Quando il banco è ben compatto, viene stesa intorno ad esso una rete rettangolare con sugheri nella parte alta e piombi (lima di piombi) in quella inferiore. Quando il banco è circondato la rete viene chiusa nella parte inferiore e lentamente ritirata fino a quando i pesci sono concentrati in uno spazio piccolo e possono essere recuperati con un coppo. 

Per catturare i tonni si usa una rete da circuizione nota come tonnara volante molto simile come forma e come impiego eccetto che per le dimensioni e la robustezza, molto maggiori, per l'assenza di fonti luminose e per il fatto che la rete viene calata velocissimamente attorno al banco una volta che questo è stato individuato da un'apposita vedetta.